# توليشكو
توليشكو هي منطقة حضرية ريفية (منطقة إدارية) في مقاطعة توريك، بولندا، تبعد المنطقة 16 كيلومترًا (10 ميل) شمال غرب توريك و101 كم (63 ميل) شرق العاصمة الإقليمية بوزان.